# Lourdes (España)
Lourdes(llamada oficialmente Santa María de Lurdes) es una parroquia española del municipio de Curtis, en la provincia de La Coruña, Galicia.

## Otras denominaciones
La parroquia también es conocida por el nombre de Santa María de Lourdes.

## Entidades de población
Entidades de población que forman parte de la parroquia:
- Bodeus
- Curtis-Estación (Curtis)[6]
- Payo Rodríguez (Paio Rodríguez)
- Raya (A Raia)
- Seijo de Abajo (Seixo de Abaixo)
- Seijo de Arriba (Seixo de Arriba)

## Demografía
| Gráfica de evolución demográfica de Lourdes entre 2000 y 2019 |
|                                                               |
| Datos según el nomenclátor publicado por el INE.              |